# Alfonso Sánchez
Alfons Sánchez Miguez (Andorra la Vella, 27 luglio 1974) è un ex calciatore andorrano, di ruolo portiere.